# Могила невідомого солдата

Могила невідомого солдата в Києві

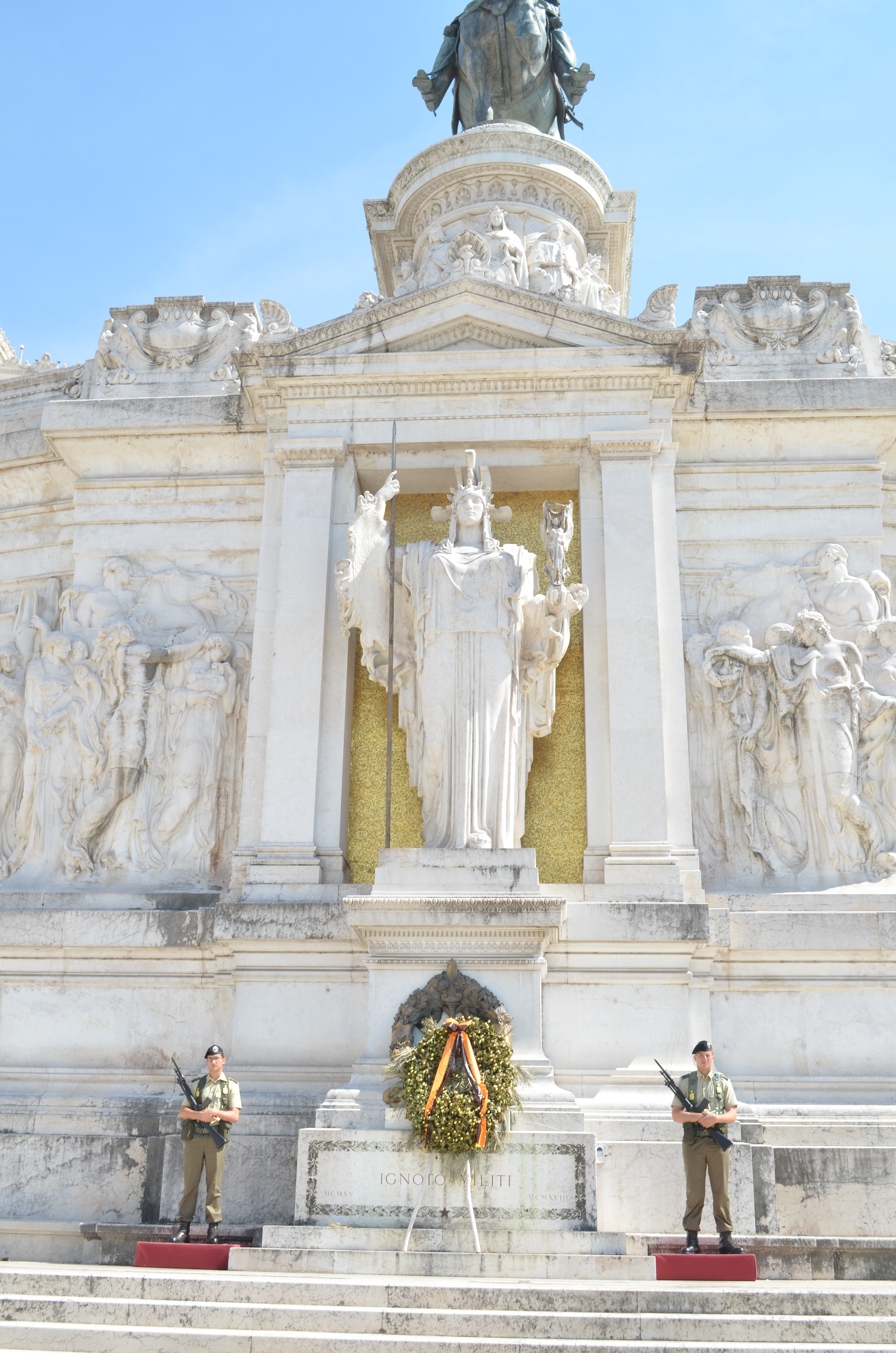
Могила невідомого солдата в Італії, під статуєю богині Роми, у Вітторіано, Рим. Згори можна побачити статую вершника Віктора Емануїла II, першого короля об'єднаної Італії

Могила невідомого солдата — пам'ятник, присвячений загиблим воїнам. Могила може бути як символічною (кенотафом), так і справжнім похованням.

## Історія
Ймовірно першим меморіалом такого типу був Landsoldaten, споруджений в 1858 року в Данії. В 1866 році в США був поставлений пам'ятник невідомим загиблим у громадянській війні.
Сучасна тенденція розпочалася в Сполученому Королівстві в 1920 році з поховання невідомого воїна як пам'ять про всіх загиблих у Першій світовій війні у Вестмінстерському абатстві. За труною у абатство йшов король Георг V. Її супроводжувала також почесна варта із сотні кавалерів ордена Хрест Вікторії.
Звичай поширився і вкорінився. Вже в 1921 році Франція спорудила могилу невідому солдату під Тріумфальною аркою в Парижі.
В Радянському Союзі на пам'ять про солдатів, які загинули в Другій світовій війні установлені могили невідомому солдату (матросу) в містах-героях. Зазвичай елементом таких пам'ятників є вічний вогонь.
В Україні в багатьох містах і селах насипані могили січовим стрільцям.
Існує також традиція[джерело?] ставити пам'ятники чужоземним солдатам, які полягли на території країни. Серед прикладів — Рьйодзен Каннон у Кіото, пам'ятник радянському солдату в Трептов Парку.
День Невідомого солдата святкується 3 грудня, починаючи з 1966 року. Присвячується загиблим та зниклим безвісти солдатам, імена яких до сих пір залишаються невідомими.

## Причини появи
Могила невідомого солдата це феномен Нового часу та сучасної культури. В давнину ідея могили невідомої людини невідома. Однією з точок зору щодо виникнення подібних могил є неможливість визначення імен похованих. 
Більш обґрунтованою видається точка зору, що справа не в цьому. Розвиток економіки в 19 сторіччі та поява масових армій призвели до воєнних конфліктів небувалого раніше розмаху. Причому, на відміну від воєн минулого, тепер воювали не відносно нечисленні професіонали чи підневільні ректрути, а мобілізовані громадяни та солдати строкової служби, тобто «озброєний народ». Величезні втрати нових воєн, які зачіпали найширші верстви суспільства, з одного боку робили неможливим індивідуальне суспільне увічнення загиблих, а з іншого боку вимагали пояснення та виправдання. Загиблих було надміру багато аби згадувати усіх, а демократизація не дозволяла обмежуватися іменами окремих воєначальників чи героїв. Могили невідомого солдата — це свідомі пам'ятники не комусь конкретному, а усім своїм загиблим. Це втілення патріотичної пам'яті про військові конфлікти. Саме тому подібні пам'ятники в усьому світі шануються на державному (суспільному) рівні, а їх відвідування та вшанування нерідко об'єднує навіть протилежні політичні сили.